# Plješevica
Plješevica är en bergskedja i Bosnien och Hercegovina, på gränsen till Kroatien. Den ligger i den västra delen av landet, 230 km väster om huvudstaden Sarajevo.
I omgivningarna runt Plješevica växer i huvudsak lövfällande lövskog. Runt Plješevica är det ganska tätbefolkat, med 52 invånare per kvadratkilometer.